# Генеральне консульство України в Санкт-Петербурзі
Генеральне консульство України в Санкт-Петербурзі — дипломатична місія України в Санкт-Петербурзі, Російська Федерація. Час фундації — 1998 рік, спочатку містилось у переобладнаній квартирі на Малій Морській вулиці (наразі там міститься консульство іншої країни). Відтак у 2003 році переїхало у спеціально реконструйований під ці цілі флігель у дворі житлового будинку на вул. Бонч-Бруєвича, неподалік від відділення Амбасади Республіки Білорусі. Будівля орендується у спеціалізованого російського державного підприємства, що забезпечує роботу іноземних амбасад та консульств.

## Події
- 01 вересня 2015 — російська влада вислала українського дипломата Ігора Федикевича, який працював у консульстві України в Санкт-Петербурзі. За інформацією російської сторони, цей недружній крок був відповіддю на видворення співробітника російського консульства в Одесі, що займався шпигунством.[1][2]
- 16 квітня 2021 — співробітники ФСБ затримали українського консула Олександра Олександровича Сосонюка та безпідставно звинуватили його в «отриманні інформації закритого характеру в ході зустрічі з громадянином РФ»[3].
- 24 лютого 2022 року — Генеральне консульство ліквідували у зв'язку з розірванням дипломатичних відносин України з Росією, після початку повномасштабного вторгнення російських військ в Україну.

## Адреса консульства
- укр. 191124, Росія, м. Санкт-Петербург, вул. Бонч-Бруєвича, б. 1, літер В
- рос. 191124, Россия, г. Санкт-Петербург, ул. Бонч-Бруевича, д. 1, литер В

Час роботи: 09:30—18:30, є обідня перерва.

## Генеральний консул України
1. Семенов Віктор Михайлович (1998–2004)
2. Рудько Микола Олександрович (2004–2009)
3. Прокопович Наталія Володимирівна (2009–2013)
4. Євдокімов Олег Володимирович (2013–2015) т.в.о. генерального консула
5. Лозинська Леся Олександрівна (2015—2022)

## Консульські округи
- Республіка Карелія
- Ненецький АО
- Архангельська область
- Вологодська область
- Калінінградська область
- Ленінградська область
- Мурманська область
- Новгородська область
- Псковська область
- м.Санкт-Петербург